# Eucheilota multicirris
Eucheilota multicirris är en nässeldjursart som beskrevs av Xu och Huang 1990. Eucheilota multicirris ingår i släktet Eucheilota och familjen Lovenellidae. Inga underarter finns listade i Catalogue of Life.